# As Bestas da Rainha

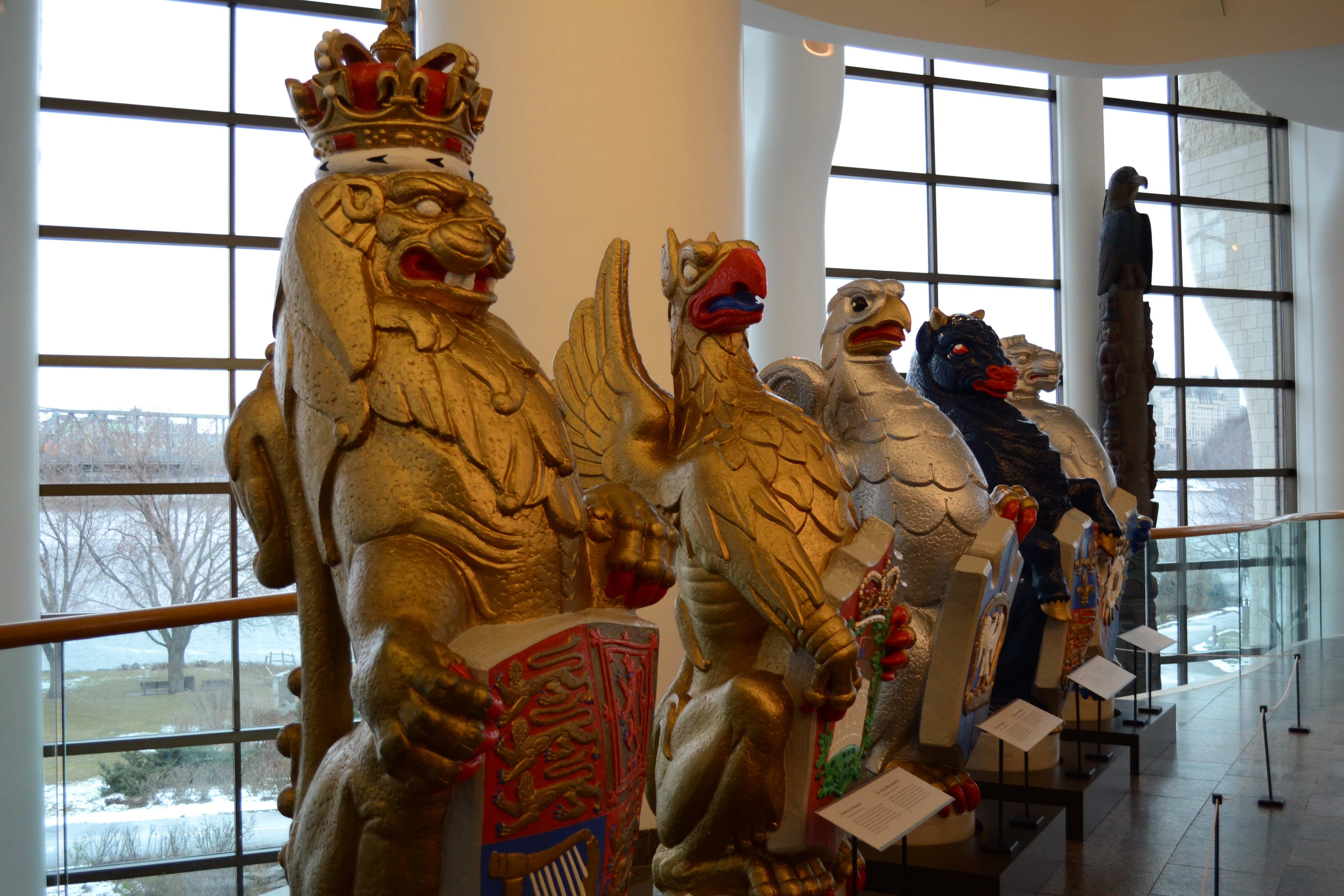
As feras da rainha original no Museu Canadense de História.

As Bestas da Rainha são dez estátuas heráldicas que representam a genealogia da rainha Isabel II, retratada como os partidários reais da Inglaterra. Eles ficaram em frente ao anexo temporário do oeste da Abadia de Westminster para a coroação da rainha em 1953. Cada uma das Bestas da Rainha consiste de uma besta heráldica sustentando um escudo com um distintivo ou braços de uma família associada à ascendência da rainha Isabel II. Eles foram encomendados pelo Ministério Britânico de Obras do escultor James Woodford (que recebeu a quantia de 2.750 libras pelo trabalho). Eles estavam incolores, exceto por seus escudos na coroação.
Eles estão agora em exposição no Museu Canadense de História.
Há outras estátuas de bestas da rainha, às vezes referidas como bestas do rei, no Palácio de Hampton Court e Kew Gardens, em Londres, e no telhado da Capela de São Jorge, o Castelo de Windsor.

## Origens
Há dez bestas heráldicas de um tipo semelhante no Hampton Court, perto de Londres. Eles foram restaurados no início do século XX, mas foram derivados de originais feitos há mais de 400 anos para Henrique VIII, e são geralmente chamados de "bestas do rei". Eles são esculpidos em pedra e cada um fica ereto, apoiando um escudo sobre o qual há um brasão ou um distintivo heráldico. Dos próprios animais e dos emblemas que eles carregam em seus escudos, é evidente que eles representavam o rei Henrique e sua terceira rainha, Jane Seymour.
No outono de 1952, o Ministro das Obras, em preparação para o grande evento alguns meses à frente, convidou o Acadêmico Real e escultor James Woodford, OBE, para criar dez novos animais semelhantes em forma e caráter aos dez em Hampton Court, mas mais particularmente, apropriado para a rainha. Réplicas exatas daqueles em Hampton Court teriam sido inadequadas para a ocasião, pois alguns deles teriam pouca conexão com a própria família ou ancestralidade de Sua Majestade.

## Características
As feras medem 1,8 m de altura e pesam cerca de 320 kg cada uma. São trabalhos em gesso e, portanto, não podem ser deixados expostos aos elementos. Originalmente sem cor, exceto pelos escudos, agora estão totalmente pintados.

## Exibição na Coroação
As Bestas estavam em exibição fora do anexo ocidental da Abadia de Westminster. O anexo era uma construção com fachada de vidro para organizar as longas procissões antes do culto. As estátuas foram colocadas ao longo da frente, com exceção do Leão da Inglaterra. Foi colocado na alcova formada pela parede norte do anexo e pela entrada usada pela rainha para entrar na abadia ao chegar ao Gold State Coach. As estátuas foram colocadas da esquerda para a direita na seguinte ordem, frente ao oeste: o leão da Inglaterra, o galgo, o yale, o dragão, o cavalo, o leão de Mortimer, o unicórnio, o grifo, o touro, e o falcão. Esta não era a mesma ordem que eles são no pedigree real, mas foram ordenados desta forma para equilíbrio e simetria em exibição. O Unicórnio Escocês, Cavalo de Hanôver, Grifo e Falcão substituem quatro das Feras em Hampton Court (Seymour Black Lion, Seymour manchado de cor Panther & Seymour Unicorn e o chamado Dragão Tudor ou o Dragão Real). 

## Relocações
Após a coroação, eles foram removidos para o Grande Salão em Hampton Court. Em 1957, eles foram transferidos novamente para o St. George's Hall, em Windsor. As feras foram guardadas em abril de 1958 enquanto seu futuro era considerado. Por fim, decidiu-se oferecê-los aos governos da Commonwealth; O Canadá, sendo a nação sênior, foi oferecido a eles primeiro. Em junho de 1959, o governo canadense aceitou os animais e eles foram enviados para lá em julho. Originalmente, as únicas partes coloridas das estátuas eram seus escudos heráldicos; mas, para as comemorações do Centenário da Confederação Canadense em 1967, as estátuas foram pintadas em suas cores heráldicas. Eles estão agora sob os cuidados do Museu Canadense de História em Gatineau.

## Replicas

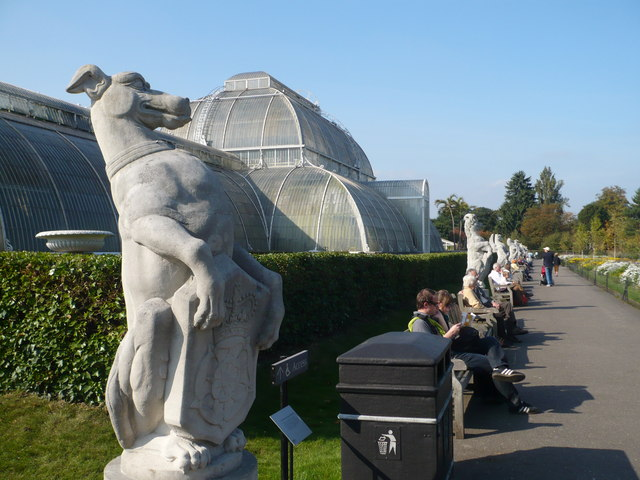
As bestas da rainha em Kew Gardens, Londres

Em 1958, Sir Henry Ross, presidente da Distillers Company em Edimburgo, pagou por réplicas de pedra de Portland das estátuas, que estão expostas em frente à Palm House, em Kew Gardens. As feras também serviram como modelos para topiaria em Hall Place, Bexley. As esculturas originais foram comemoradas nas seguintes formas: estatuetas de porcelana, xícaras e pires, conjuntos de bandeja de vidro, modelos de gesso, reproduções de materiais recuperados, castiçais de porcelana, selos britânicos emitidos em 1998, colheres de chá de prata e toalhas de chá. Em 2016, o Royal Mint lançou uma série de dez moedas de Bestas da Rainha, uma para cada animal.

## Explicações históricas

### O Leão da Inglaterra
O Leão da Inglaterra é o coroado leão de ouro da Inglaterra, que tem sido um dos defensores das Armas Reais desde o reinado de Eduardo IV (1461-1483). Ele suporta um escudo mostrando as armas do Reino Unido como elas têm sido desde a ascensão da Rainha Vitória em 1837. No primeiro e último quartel do escudo estão os leões da Inglaterra, tirados dos braços de Ricardo I "O Coração de Leão" (1157 –1199). O leão e o tressure (borda heráldica) da Escócia aparecem no segundo, e a harpa da Irlanda está no terceiro.

### O Galgo Branco de Richmond
O Galgo Branco de Richmond era um distintivo de John de Gaunt, Conde de Richmond, filho de Eduardo III. Também foi usado por Henrique IV e especialmente por Henrique VII. A rosa dupla Tudor pode ser vista no escudo, uma rosa dentro de outra encimada por uma coroa. Simboliza a união de duas das casas de cadetes do Plantagenet - York e Lancaster.

### O Yale de Beaufort
A Yale era uma besta mítica, supostamente branca e coberta de manchas douradas e capaz de girar cada um dos chifres de forma independente. Ele desce para a rainha através de Henrique VII, que herdou de sua mãe, Lady Margaret Beaufort. O escudo mostra uma ponte levadiça encimada por uma coroa real. A ponte levadiça (sem coroa) era um distintivo de Beaufort, mas foi usada coroada e não coroada por Henrique VII.

### O Dragão Vermelho do País de Gales
O dragão vermelho era um distintivo usado por Owen Tudor, depois da história do dragão nos terrenos do castelo de Llewelyn the Last. Seu neto, Henrique VII, tomou como prova de sua suposta descendência de Cadwaladr, o último da linha de Maelgwn. A besta segura um escudo com um leão em cada quarto; esse era o brasão de Llywelyn ap Gruffudd, o último príncipe nativo de Gales.

### O Cavalo Branco de Hanôver
O Cavalo Branco de Hanôver foi introduzido nas Armas Reais em 1714, quando a coroa da Grã-Bretanha passou para o Eleitor George de Hanôver. Este neto de Elizabeth Stuart, irmã de Carlos I, tornou-se Jorge I, rei da Grã-Bretanha, França e Irlanda. O escudo mostra os leopardos da Inglaterra e o leão da Escócia no primeiro trimestre, a flor-de-lis da França na segunda e a harpa irlandesa no terceiro trimestre. O quarto trimestre mostra as armas de Hanôver.

### O Leão Branco de Mortimer
O Leão Branco de Mortimer desce para a Rainha através de Eduardo IV. O escudo mostra uma rosa branca cercada por um sol dourado, conhecido heraldicamente como uma "rosa branca en soleil" que é realmente uma combinação de dois distintivos distintos. Ambos aparecem nos Grandes Selos de Eduardo IV e Ricardo III, e foram usados por Jorge VI quando Duque de York. Ao contrário do leão da Inglaterra, esta besta não é coroada.

### O Unicórnio da Escócia
A partir do final do século XVI, dois unicórnios foram adotados como defensores das armas reais escocesas. Em 1603, a coroa da Inglaterra passou para James VI da Escócia, que então se tornou James I da Inglaterra. Ele tomou como apoiantes do seu Royal Arms um leão coroado da Inglaterra e um dos seus unicórnios escoceses. O unicórnio segura um escudo que mostra as armas reais da Escócia, um leão subindo em um trono real adornado com flor-de-lis.

### O Grifo de Eduardo III
O grifo da Besta do rei Eduardo III é uma antiga besta mítica. Foi considerado uma criatura benéfica, significando coragem e força combinadas com tutela, vigilância, rapidez e visão aguçada. Ele estava intimamente associado com Edward III, que gravou em seu selo particular. O escudo mostra a Torre Redonda do Castelo de Windsor (onde Eduardo III nasceu) com o Royal Standard voando da torre, cercado por dois galhos de carvalho encimados pela coroa real.

### O Touro Negro de Clarence
O Touro Negro de Clarence desceu para a Rainha através de Eduardo IV. O escudo mostra os Braços Reais como eles foram levados por Eduardo IV e seu irmão Ricardo III, bem como todos os soberanos das casas de Lancaster e Tudor.

### O Falcão dos Plantagenetas
O falcão foi usado pela primeira vez por Eduardo III da Casa de Plantagenet como seu distintivo. Ele desceu para Eduardo IV, que tomou como seu distintivo pessoal, o falcão estando de pé dentro de um fetterlock aberto. Originalmente fechado, o fetterlock ligeiramente aberto deve se referir à luta que Eduardo IV teve para obter o trono - "ele forçou a fechadura e ganhou o trono.

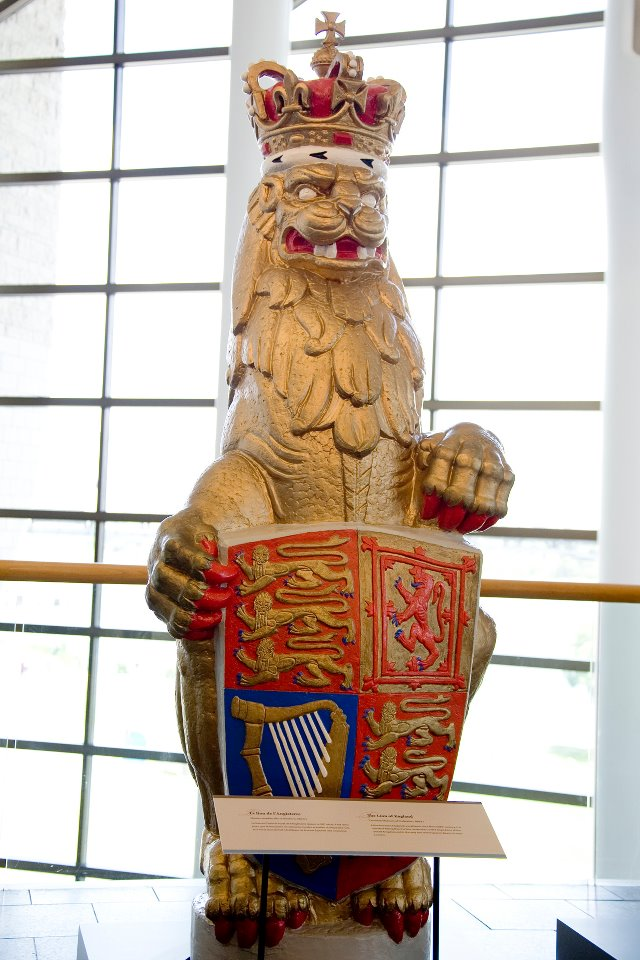
Leão da Inglaterra
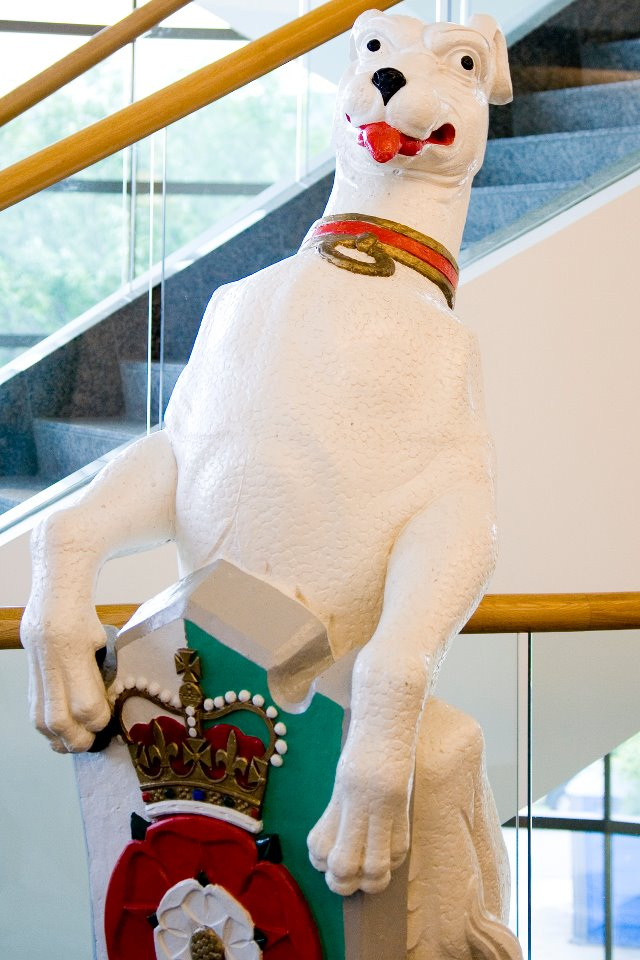
Galgo branco de Richmond
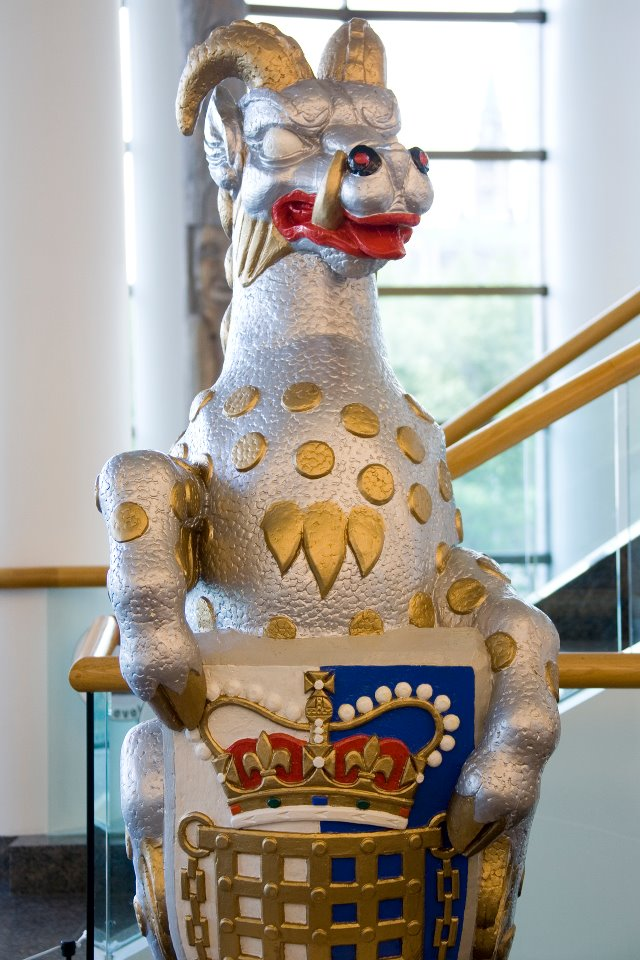
Yale de Beaufort
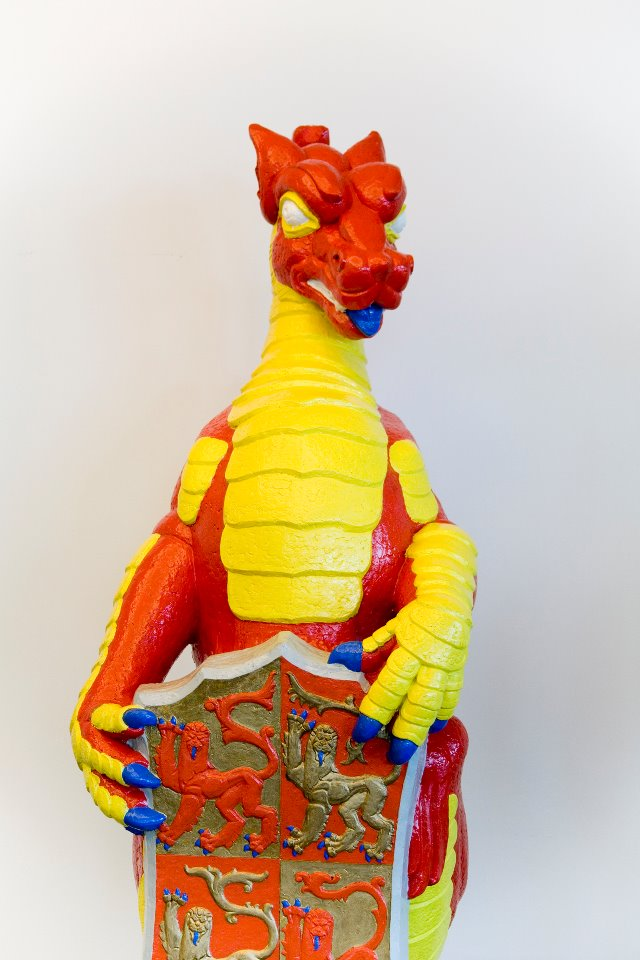
Dragão Vermelho do País de Gales
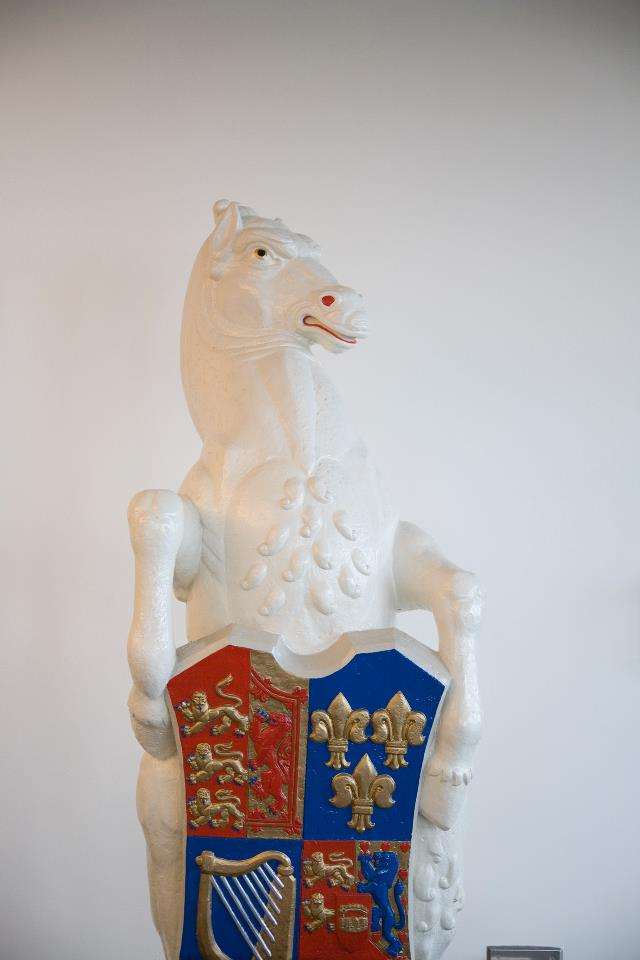
Cavalo Branco de Hanôver
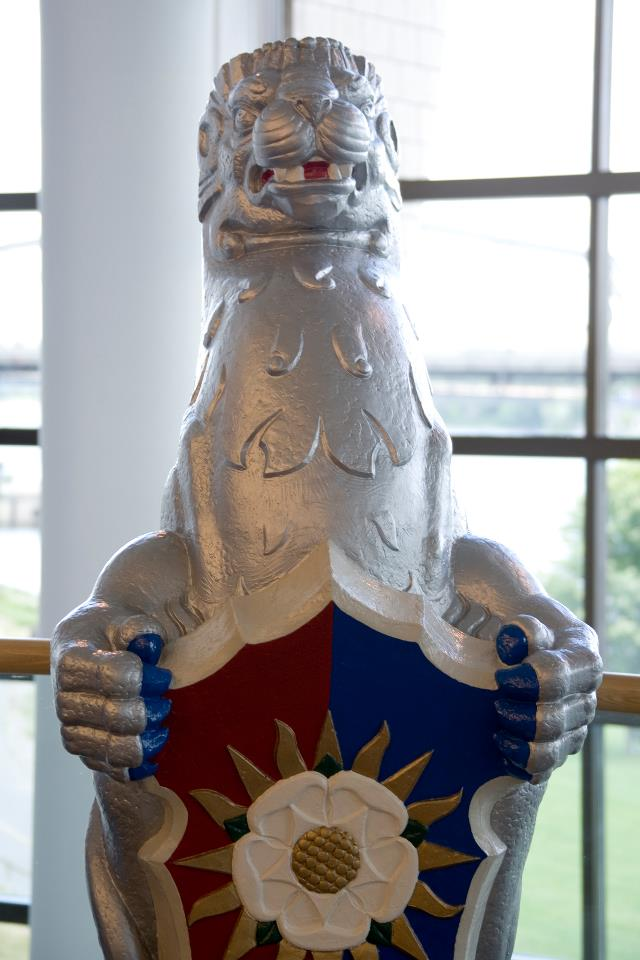
Leão Branco de Mortimer
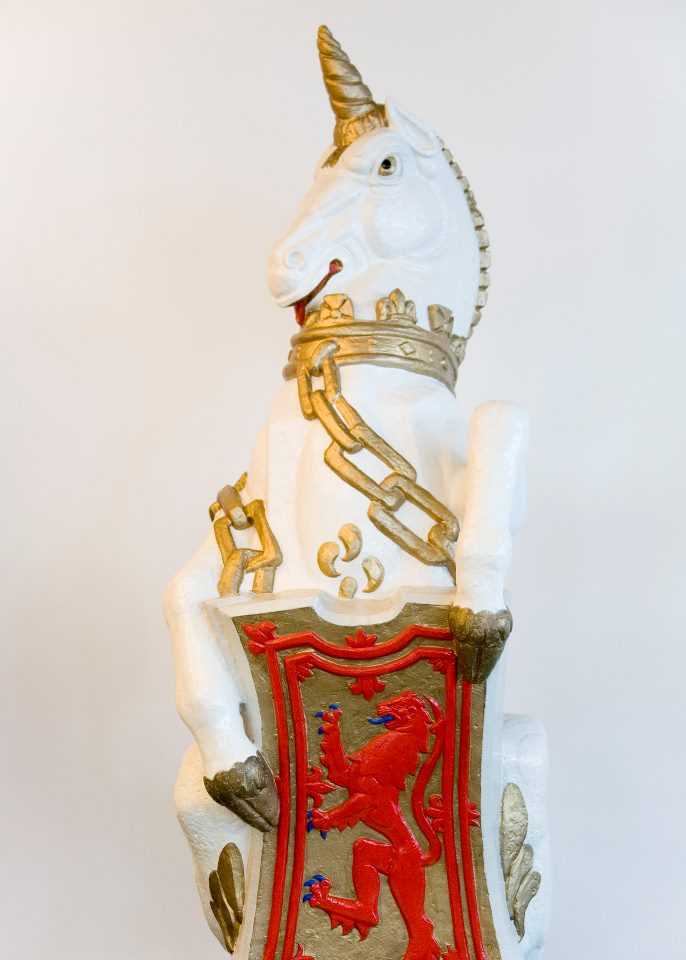
Unicórnio da Escócia
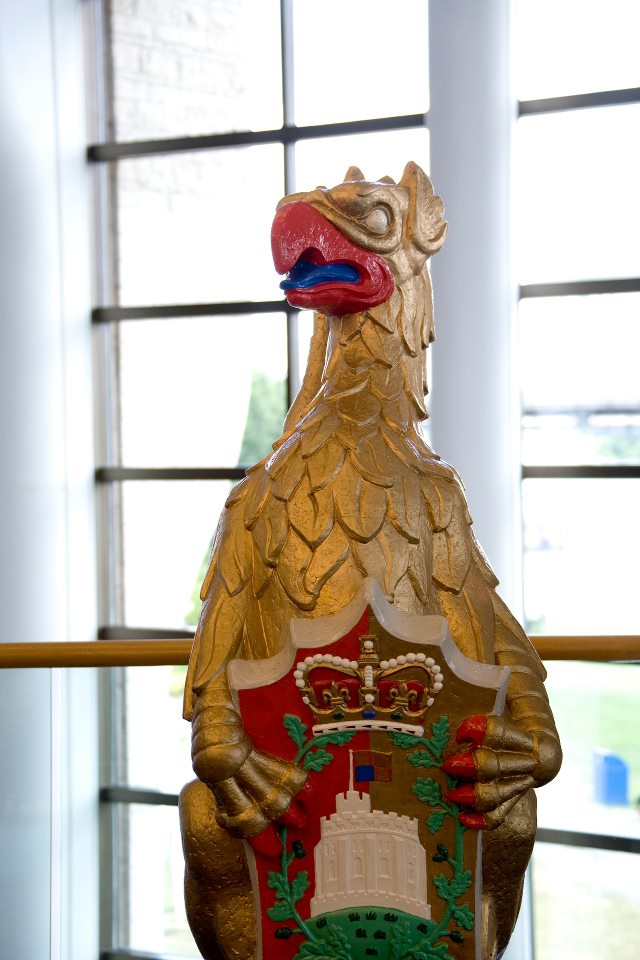
Grifo de Eduardo III
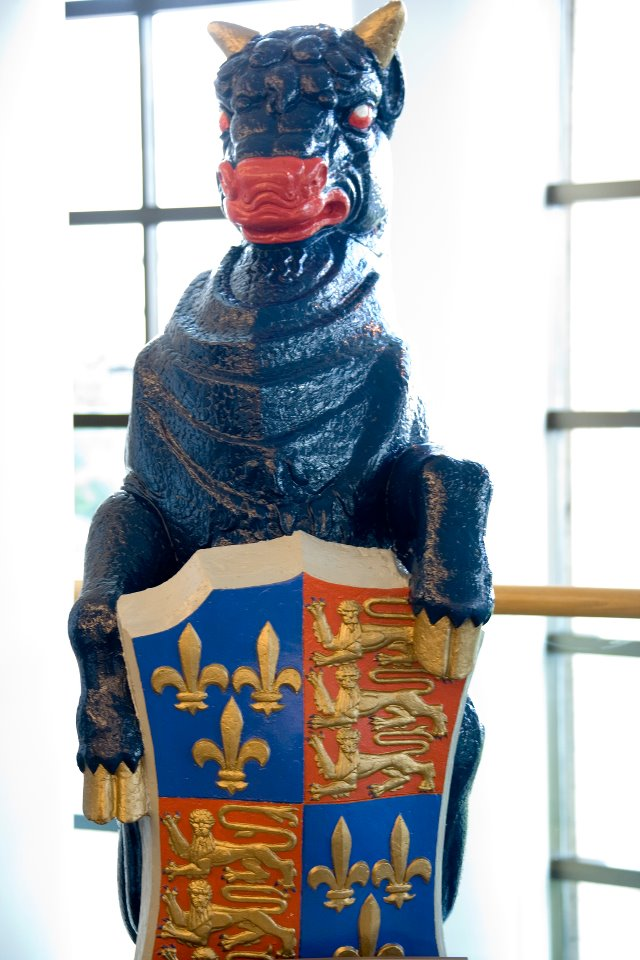
Touro Negro de Clarence
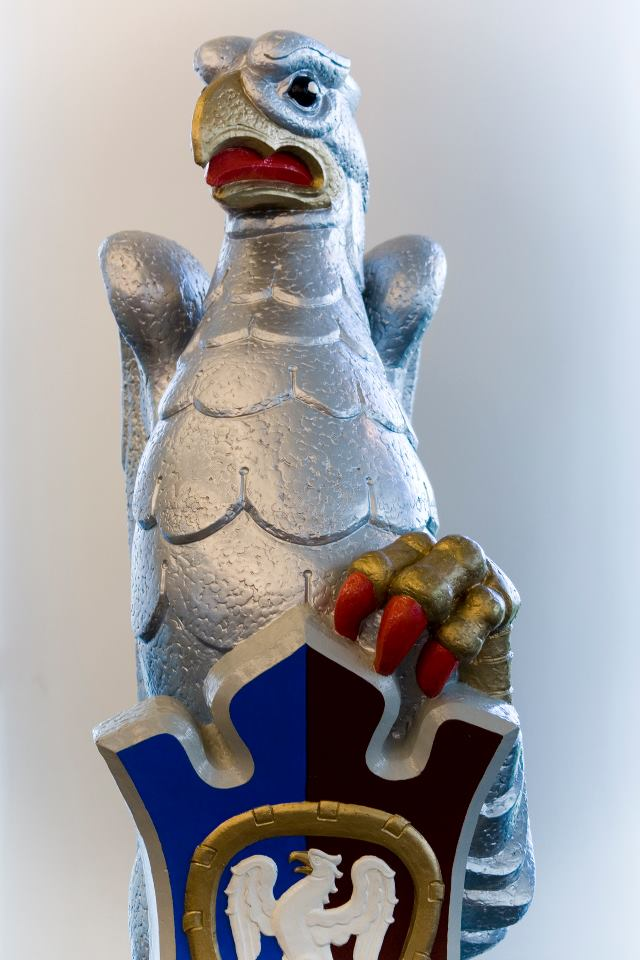
Falcão de Plantagenets